# Akal Takht
Pour les articles homonymes, voir Akal.

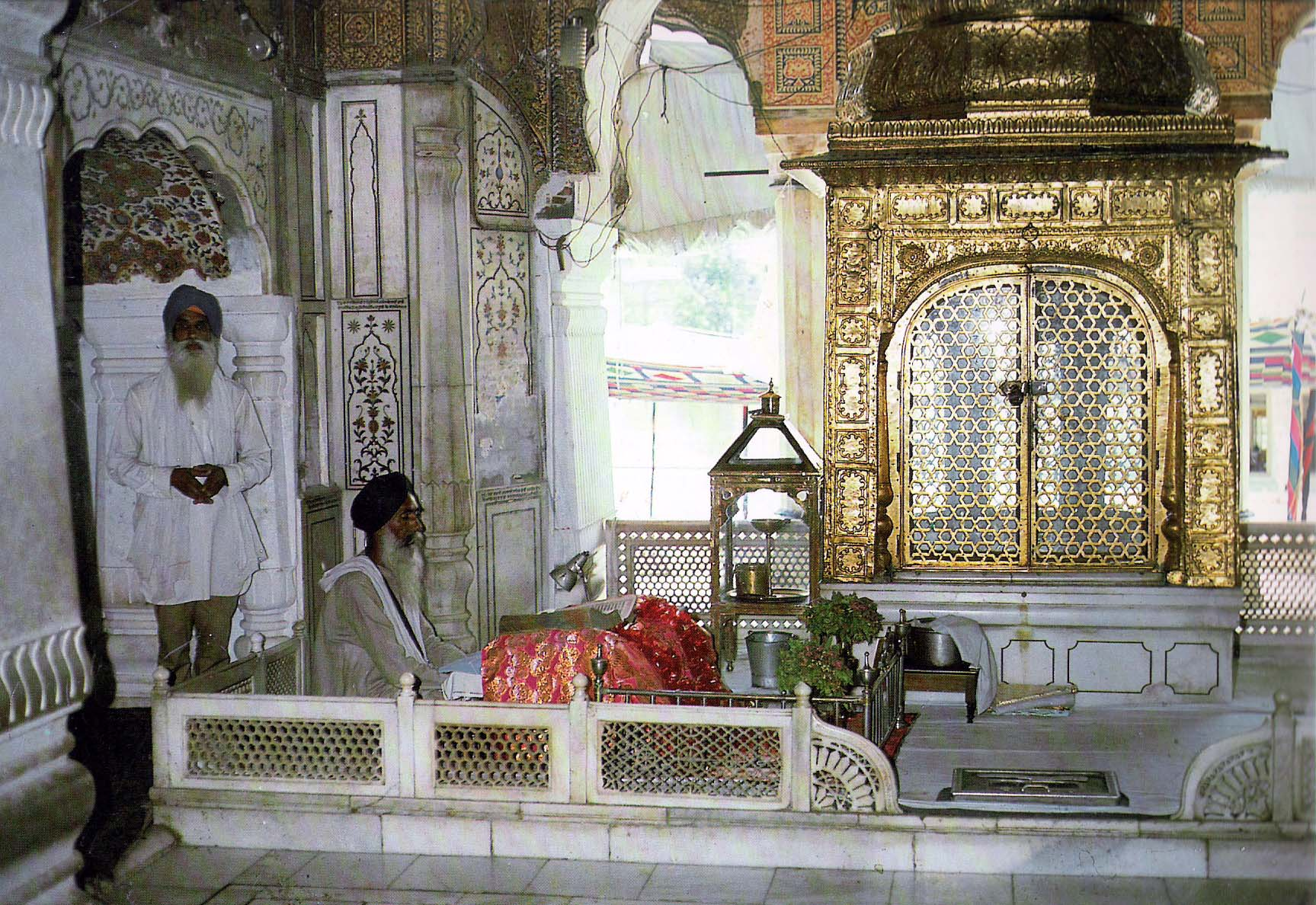
Intérieur de l'Akal Takht.

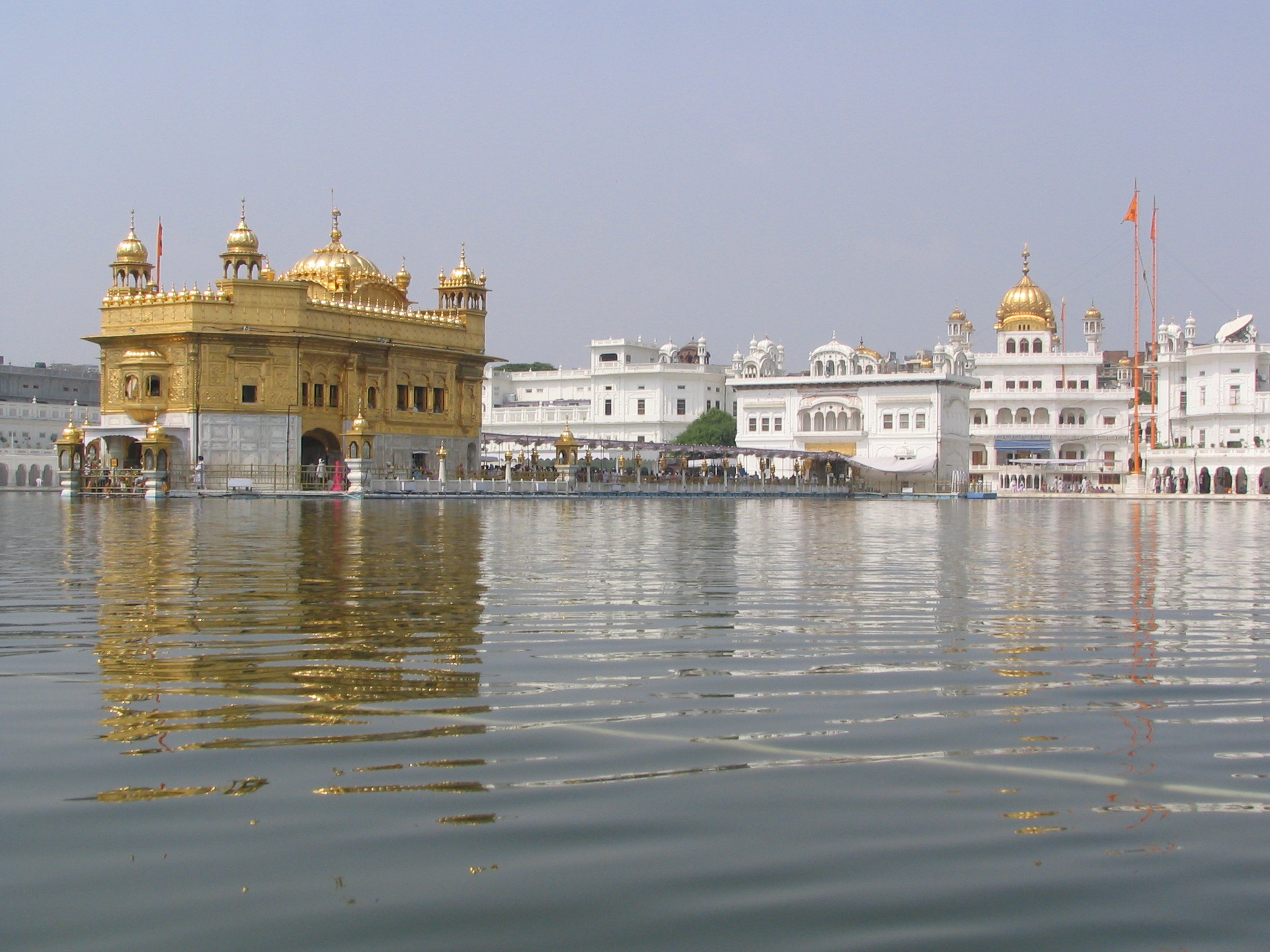
Le Temple d'Or avec en face l'Akal Takht et son dôme doré.

Le Sri Akal Takht est le siège de l'autorité du sikhisme. Son nom signifie: Trône de l'Éternel; Akal se traduit par: éternel, intemporel, et fait référence à Dieu, Takht en persan veut dire: trône, siège. Il y a Cinq Takhts sur le sous-continent indien, Takhts qui gèrent les problèmes de la communauté sikhe à travers le monde, notamment la théologie, par ses jathedars, les responsables des Takhts. L'Akal Takht a été fondé par un des gurus du sikhisme, Guru Hargobind; au début la place face au Temple d'Or à Amritsar n'était qu'une plateforme. Elle a servi à l'intronisation de ce Guru puis cet espace était le lieu de décision du Maître. L'Akal Takht est le plus vieux des cinq, et du fait qu'il se situe à Amritsar, ses hukamnamas, ses ordres religieux sont particulièrement écoutés. Édifié au début du XVIIe siècle, le bâtiment de cette autorité religieuse a été reconstruit à la fin du XVIIIe siècle, avec un dôme doré. L'Opération Bluestar des militaires en juin 1984 l'ayant en partie détruit, il a été remanié en 1986 par des bénévoles et des donateurs anonymes. Le Guru Granth Sahib y réside au premier étage tout comme le jathedar. Le deuxième étage sert pour les cérémonies d'Amrit Sanskar, le baptême sikh.